# Paris japonica
Espèce
Classification APG III (2009)
Paris japonica est une espèce de plantes du genre Paris de la famille des Melanthiaceae, originaire des régions montagneuses du Japon.
La dimension du génome de P. japonica, estimée à environ 150 milliards de paires de base, constituait encore récemment, le plus long génome connu parmi toutes les espèces végétales. En 2024, une étude a fait tomber le record.
C'est une espèce octoploïde qui compte 40 chromosomes (2n = 8x = 40), soupçonnée d'être l'hybride allopolyploïde de quatre espèces.

## Description
Paris japonica est une plante herbacée, vivace par son rhizome souterrain, qui peut atteindre 75 cm de haut. Une tige solitaire porte environ huit feuilles obovales groupées en pseudo-verticille et une fleur terminale formée de huit à dix tépales blancs. La floraison intervient en été (de mai à août). Le fruit est une baie contenant des graines  écarlates.

## Génétique
Une étude publiée en 2012 par des chercheurs du laboratoire Jodrell des jardins botaniques royaux de Kew renseigne sur le nombre de paires de bases d'ADN de cette espèce  Paris japonica, que l'étude estime à 150 milliards de paires de bases , soit 152,23 picogrammes (1 pg = 0,978 milliard de pb). A la date de publication de cette étude, le génome de la plante dépassait de 19 milliards de paires de bases celui du précédent détenteur du record, le dipneuste éthiopien (Protopterus aethiopicus), dont les 130 milliards de paires de bases pèsent 132,83 picogrammes par cellule.
Une nouvelle étude, publiée en 2024, par des chercheurs des Jardins botaniques royaux de Kew et de l'Institut botanique de Barcelone sur l'espèce Tmesipteris truncata dans sa variété rare spécifique Tmesipteris oblanceolata subsp. linearifolia qui pousse principalement en Nouvelle-Calédonie et dans quelques îles de l'archipel de Vanuatu; désigne cette autre espèce comme celle possédant le plus large génome connu, en estimant le nombre de paires bases à 160.45 Gbp (milliards de paires bases),,.

## Synonymes
- Trillidium japonicum Franch. & Sav. (1878),
- Trillium japonicum (Franch. & Sav.) Matsum. (1895),
- Kinugasa japonica (Franch. & Sav.) Tatew. & Sutô (1935).

## Distribution
L'aire de répartition de Paris japonica est limitée aux montagnes du nord et du centre de l'île de Honshu.